# Browngletscher
Der Browngletscher ist ein Gletscher der Mountaineer Range des ostantarktischen Viktorialands. Er fließt östlich des Dessent Ridge in südlicher Richtung und mündet in den Wylde-Gletscher.
Wissenschaftler der deutschen Expedition GANOVEX III (1982–1983) benannten ihn. Namensgeber ist der neuseeländische Bergführer Andy Brown, der an dieser Forschungsreise und zuvor an der GANOVEX II (1981–1982) beteiligt war.